# Пшеничное (Станично-Луганский район)
Пшеничное (укр. Пшеничне) — село, относится к Станично-Луганскому району Луганской области Украины.
Население по переписи 2001 года составляло 209 человек. Почтовый индекс — 93652. Телефонный код — 6472. Занимает площадь 0,95 км².

## Местный совет
93641, Луганська обл., Станично-Луганський р-н, с. Нижня Вільхова, вул. Октябрьська, 52  (укр.)